# Abdul Khaliq
Abdul Khaliq (* 23. März 1933 in Jand, Punjab; † 10. März 1988 in Rawalpindi) war ein pakistanischer Sprinter.
1954 siegte er bei den Asienspielen in Manila über 100 Meter. Bei den British Empire and Commonwealth Games in Vancouver belegte er mit der pakistanischen 4-mal-110-Yards-Stafette den fünften Platz und erreichte über 100 Yards das Halbfinale.
Bei den Olympischen Spielen 1956 in Melbourne kam er über 100, 200 Meter und mit der pakistanischen 4-mal-100-Meter-Stafette ins Halbfinale.
1958 verteidigte er bei den Asienspielen in Tokio seinen Titel über 100 Meter und gewann Silber über 200 Meter. Bei den British Empire and Commonwealth Games in Cardiff erreichte er über 100 Yards das Halbfinale und über 220 Yards das Viertelfinale.
Bei den Olympischen Spielen 1960 in Tokio gelangte er mit pakistanischen 4-mal-100-Meter-Stafette ins Halbfinale. Über 100 und 200 Meter schied er im Vorlauf aus.

## Persönliche Bestzeiten
- 100 m: 10,3 s, 10. März 1957, Sialkot
- 200 m: 21,1 s, 26. November 1956, Melbourne